# Rønne
Rønne anhörenⓘ ist die größte Stadt auf der dänischen Insel Bornholm, liegt an der südwestlichen Ecke der Ostseeinsel und hat 13.675 Einwohner (Stand 1. Januar 2025). Sie ist Sitz von der Amts- und Gemeindeverwaltung von Bornholm. Die Stadt bildet eine eigene Kirchspielsgemeinde (dän.: Sogn) Rønne Sogn. Bis zum 31. Dezember 2002 war sie noch eine selbstständige Kommune (Dänemark) Rønne Kommune innerhalb des Bornholms Amt, bis diese noch vor der dänischen Verwaltungsreform von 2007 zum 1. Januar 2003 mit den übrigen Kommunen auf Bornholm zur Bornholms Kommune verschmolzen wurde, die von 2003 bis 2006 amtsfrei war, bevor sie 2007 in die Region Hovedstaden eingegliedert wurde.

## Geschichte

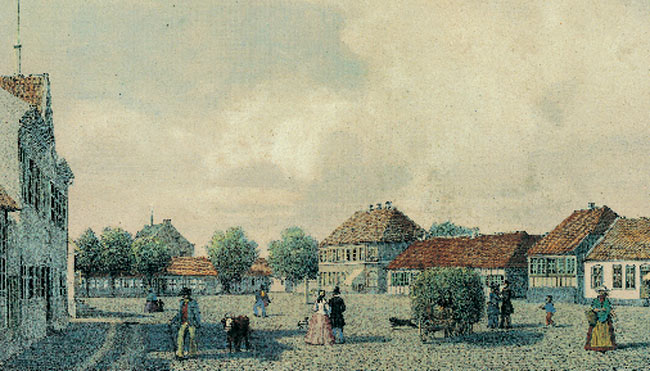
Store Torv in Rønne um 1860

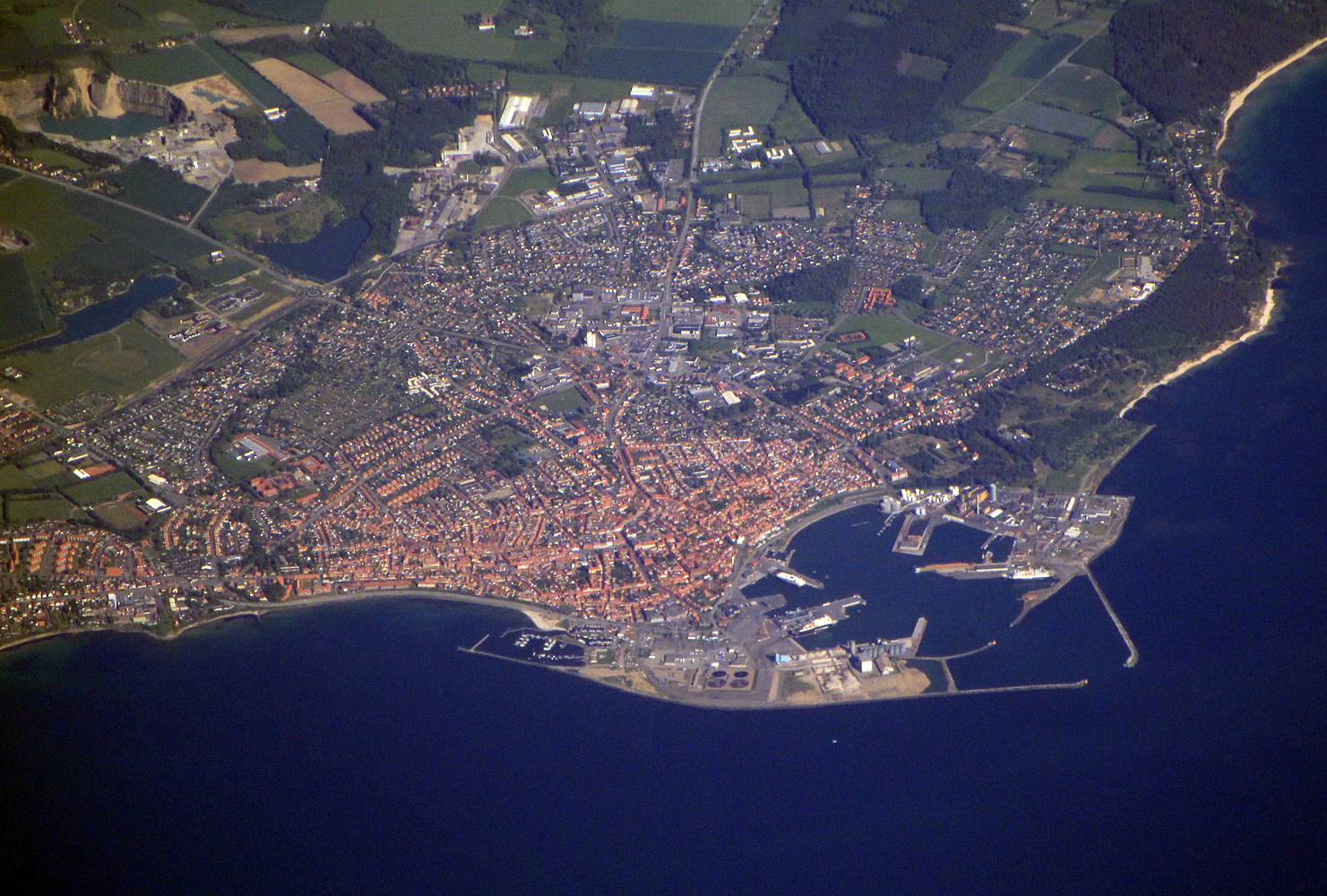
Rønne, Luftaufnahme

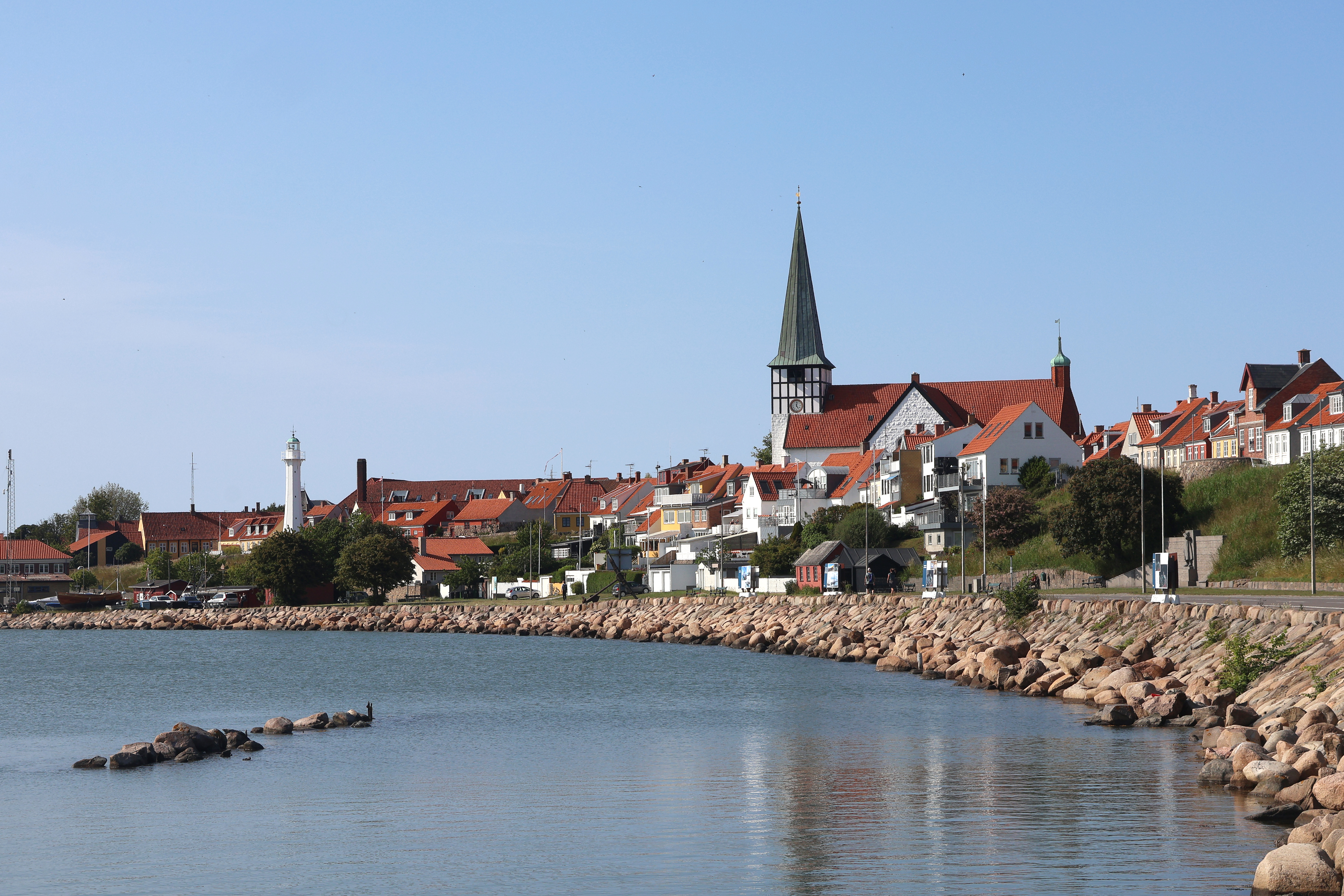
Blick über den Hafen von Rønne auf die Kirche St. Nicolai

Vermutlich gab es bereits zur Wikingerzeit eine kleine Ansiedlung von Fischern am natürlichen Hafen. Ende des 13. Jahrhunderts wurde der Grundstein der Nikolaikirche gelegt – eine Kapelle zu Ehren des Heiligen der Seefahrer, St. Nikolaus. Genannt wurde Rønne erstmals im Jahr 1277. Die Kaufmannsstadt wurde 1327 gegründet. Rønne spielte eine wichtige Rolle, was die Macht in der Ostsee anging, weshalb die Stadt oft den Besitzer wechselte: der dänische König, Bischöfe, deutsche Fürsten und die Hanse erhoben Machtanspruch.
Kaufleute aus der Hansestadt Greifswald besaßen um das Jahr 1400 herum eine Handelsstation in der Stadt. 1525 wurde Rønne zusammen mit der Insel Bornholm den Lübeckern als Pfand gegeben, da der König seine Schulden nicht begleichen konnte. Die Deutschen bekamen alle Einkommen der Insel, brachten aber auch neue Handelsmöglichkeiten mit sich, sodass diese Zeit sich nicht ungünstig für Rønne auswirkte, da man von größeren Märkten profitieren konnte. Im Jahr 1576 kam Bornholm wieder unter die dänische Krone. Mit einem allgemeinen Niedergang des Ostseehandels stagnierte auch die Entwicklung in Rønne.
Im 17. Jahrhundert verfiel die Festung Hammershus und Rønne wurde neues militärisches und administratives Zentrum. In einem Teil der Häuser in der Stadt sind Steine aus der geschleiften Ruine Hammershus verbaut worden. Im Frieden von Roskilde fiel Bornholm 1658 für zwei Jahre an die Schweden, aber Bornholmer Aufständische unter Führung von Jens Kofoed, dem Pastor Povl Anker, Peder Olsen und Villum Clausen setzten den schwedischen Kommandanten Johan Printzensköld zunächst fest. Clausen erschoss dann Printzensköld kurze Zeit später in der Storegade in Rønne, und die Aufständischen nahmen nachfolgend schwedische Streitkräfte gefangen. Bornholm kam im Zuge einer Schenkung der Bewohner ihrer Insel an die dänische Krone „auf ewige Zeiten“ an Dänemark zurück.
Im 18. Jahrhundert wurde ein größerer Plan zum Ausbau der Stadtbefestigung ausgearbeitet, aber später verworfen.
Ab 1900 wurde Bornholm verkehrstechnisch von der Hauptstadt Rønne aus durch eine Eisenbahn erschlossen, die den Namen De Bornholmske Jernbaner trug. Die erste, 36,6 Kilometer lange Strecke führte über Aakirkeby zur östlich gelegenen Hafenstadt Nexø. Die zweite, 31,2 Kilometer lange Strecke ging 1913 in Betrieb und führte in den nördlichen Inselteil über Rø nach Allinge und Sandvig. Die dritte, 18,1 Kilometer lange Strecke entstand 1916 durch die Anbindung der Strecke Rønne–Nexø vor Aakirkeby über Almindingen, Østermarie und Østerlars zur Hafenstadt Gudhjem im Nordosten der Insel. Wegen der zunehmenden Konkurrenz des Kraftfahrzeugverkehrs wurde 1968 die letzte Bahnstrecke (Rønne–Nexø) stillgelegt.
Die Inselorte Rønne und Nexø wurden noch in den letzten Kriegstagen, am 7. und 8. Mai 1945 durch russisches Bombardement großteils zerstört. Hintergrund dafür war, dass der deutsche Kommandant von Kamptz Befehl hatte, sich nur den Westalliierten zu ergeben, und daher nicht mit der Roten Armee verhandeln wollte. Allein in Rønne wurden 212 Wohnhäuser völlig zerstört. Bei dem Bombardement wurden zehn Bornholmer und eine unbekannte Zahl von deutschen Soldaten sowie Flüchtlingen aus Ostpreußen und dem Baltikum getötet; Bornholm blieb bis zum 16. März 1946 sowjetisch besetzt (siehe: Sowjetische Invasion Bornholms).

## Bevölkerungsentwicklung
Rund ein Drittel aller Bornholmer lebt in Rønne. Entwicklung der Einwohnerzahl (jeweils 1. Januar):
- 1985: 15.343
- 1995: 15.220
- 1999: 15.148
- 2010: 13.924
- 2013: 13.730

## Wirtschaft und Infrastruktur
Rønne ist Bornholms Handels- und Industriezentrum. Ein wichtiger Arbeitgeber ist seit einigen Jahrzehnten auch die Tourismusbranche. In Rønne befinden sich zudem die wichtigsten öffentlichen Einrichtungen der Insel. Das Theater Rønne ist Station der Nordischen Route der Europastraße Historische Theater.

## Sehenswürdigkeiten
- Etwa vier Kilometer nördlich von Rønne liegen die sechs Tillehøje, Grabhügel die aus der Zeit zwischen 1700 und 1000 v. Chr. datiert werden.[3]
- Nicolaikirche
- Die St. Knuds Kirche (zwischen 1150 und 1200) liegt drei Kilometer östlich von Rønne

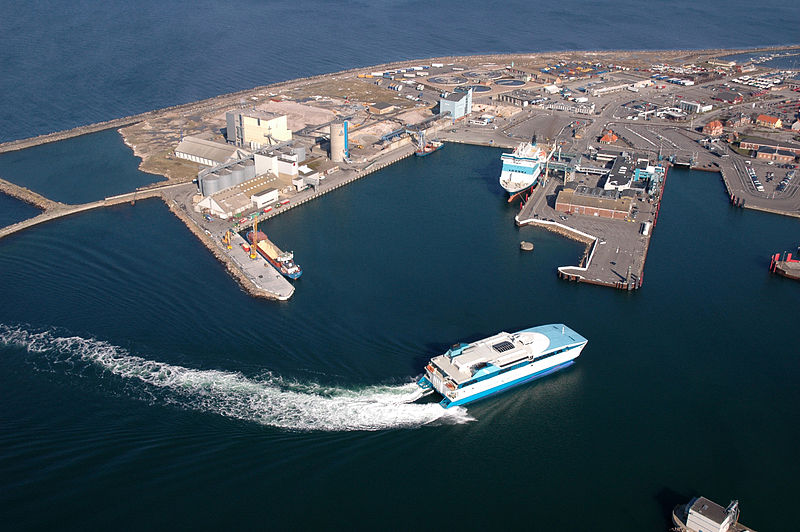
Rønne Havn mit Fährschiff Villum Clausen

## Verkehr
Rønne ist der wichtigste Hafen der Insel mit Fährverbindungen der Reederei Molslinjen nach Køge (Dänemark), Ystad (Schweden) und Sassnitz auf Rügen sowie – bis 2011 – der Reederei Polferries nach Swinemünde (Świnoujście, Polen).
Fünf Kilometer außerhalb von Rønne befindet sich der Flughafen Bornholm (bis 1992 Flughafen Rønne), von wo aus mehrmals täglich die dänische Hauptstadt Kopenhagen angeflogen wird. In der Sommersaison bestehen auch Verbindungen mit dem europäischen Festland.
De Bornholmske Jernbaner fuhren auf drei Strecken. Am 29. September 1968 wurde der Bahnbetrieb beendet.
Die Bornholm Rundt, die Fahrradroute rund um Bornholm, beginnt und endet in Rønne.

## Klimatabelle
|                       | Jan  | Feb  | Mär  | Apr | Mai  | Jun  | Jul  | Aug  | Sep  | Okt  | Nov | Dez |   |      |
| Mittl. Tagesmax. (°C) | 1,9  | 1,7  | 3,8  | 8,1 | 14,0 | 18,1 | 19,6 | 19,8 | 16,2 | 11,9 | 7,3 | 3,9 | ⌀ | 10,6 |
| Mittl. Tagesmin. (°C) | −1,6 | −2,1 | −0,7 | 1,7 | 6,2  | 10,7 | 13,0 | 13,1 | 10,6 | 7,2  | 3,5 | 0,1 | ⌀ | 5,2  |
|                       |      |      |      |     |      |      |      |      |      |      |     |     |   |      |
| Niederschlag (mm)     | 44   | 26   | 34   | 33  | 34   | 38   | 53   | 53   | 58   | 51   | 62  | 50  | Σ | 536  |
|                       |      |      |      |     |      |      |      |      |      |      |     |     |   |      |
| Sonnenstunden (h/d)   | 1,2  | 2,0  | 3,9  | 6,3 | 8,7  | 9,4  | 8,3  | 7,1  | 6,1  | 3,2  | 1,2 | 0,9 | ⌀ | 4,9  |
|                       |      |      |      |     |      |      |      |      |      |      |     |     |   |      |
| Regentage (d)         | 11   | 7    | 9    | 7   | 7    | 7    | 8    | 8    | 9    | 10   | 12  | 11  | Σ | 106  |
|                       |      |      |      |     |      |      |      |      |      |      |     |     |   |      |
| Wassertemperatur (°C) | 3    | 2    | 3    | 4   | 7    | 12   | 16   | 17   | 15   | 12   | 8   | 6   | ⌀ | 8,8  |
|                       |      |      |      |     |      |      |      |      |      |      |     |     |   |      |
| Luftfeuchtigkeit (%)  | 89   | 88   | 86   | 80  | 74   | 75   | 76   | 76   | 79   | 83   | 85  | 86  | ⌀ | 81,4 |

| −1,6 |

| −2,1 |

| −0,7 |

| 1,7 |

| 6,2 |

| 10,7 |

| 13,0 |

| 13,1 |

| 10,6 |

| 7,2 |

| 3,5 |

| 0,1 |

| −1,6 |

| −2,1 |

| −0,7 |

| 1,7 |

| 6,2 |

| 10,7 |

| 13,0 |

| 13,1 |

| 10,6 |

| 7,2 |

| 3,5 |

| 0,1 |

## Militär
In der Almegårds Kaserne befindet sich ein Standort des dänischen Heers. Hier ist das III. Aufklärungsbataillon des Gardehusarregimentet stationiert. An der Südküste Bornholms bei Boderne liegt das zugehörige Übungsgelände Raghammer Skydeterræen og Skydebaner. Im Hafen von Rønne liegt ein Patrouillenboot der Hjemmevær, die MHV 903 "Hjortø".

## Städtepartnerschaften
Partnerstädte von Rønne sind:
- Kuressaare, Estland[7], seit   3. Oktober 1991
- Neustadt in Holstein, seit 1. August 1982[8]

## Söhne und Töchter der Stadt
- Hermann Jensen Bohn (1672–1743), russischer Generalleutnant und Generalgouverneur von Livland
- Peter Panum (1820–1885), Physiologe und Hochschullehrer
- Carl Goos (1835–1917), Jurist, Hochschullehrer, Kultusminister und Justizminister
- Kristian Zahrtmann (1843–1917), Maler
- Hans Zahrtmann (1849–1930), Ingenieur
- Johan Ferdinand Vilhelm Valdemar Støckel (1867–1959), Offizier, Museumsdirektor, Waffenhistoriker, Forschungsreisender und Fotograf
- Lars Høy (* 1946), Schauspieler
- Vitus Kofoed (* 1982), grönländischer Fußballspieler
- Lea Wermelin (* 1985), Politikerin
- Magnus Cort Nielsen (* 1993), Radrennfahrer
- John Frederiksen (* 1996), färöischer Fußballspieler
- Emil Toudal (* 1996), Radrennfahrer